# چرمه‌داش (هوراند)
چرمه‌داش یکی از روستاهای استان آذربایجان شرقی است که در دهستان دودانگه بخش مرکزی شهرستان هوراند  واقع شده‌است.
این روستا در فاصله چهار کیلومتری از هوراند واقع شده‌است. چرمه‌داش داری آب هوایی معتدل و مرطوب در زمستان و گرم و خشک در تابستان می‌باشد. این روستا در فصل بهار خیلی زیبا و با طراوت می‌شود و دشت‌های پر از گل لالهٔ آن دیدن دارد.
این روستا دارای پتانسیل زیادی در منطقه از لحاظ گشاورزی می‌باشد، که به دلیل عدم توجه مسئولان سرمایه‌های این روستا که همان آب رود خانه قانی چای میباشد از دست مردم  میرود و گشاورزی این روستا با مشکلات عدیده ای مواجه می گردد.
این روستا با وجود این که در نزدیک‌ترین نقطه به رود خانه است از مشکلات آب شرب و آب کشاورزی رنج می برد.این روستا ۶۵ نفر جمعیت دارد.